# Reaccions internacionals a la guerra de l'Alt Karabakh de 2020
La següent és una llista de reaccions al conflicte entre armenis i azerbaidjanesos a l'Alt Karabakh que va esclatar el 27 de setembre de 2020.

A favor de la pau
Armènia
Suport a Armènia
Azerbaidjan
Suport a l'Azerbaidjan
Zona disputada (República d'Artsakh)
No s'han posicionat públicament

## A favor de la pau
La majoria dels països i diverses organitzacions i polítics han expressat preocupació per les tensions creixents en la zona disputada entre Armènia i l'Azerbaidjan i han manifestat la necessitat de solucionar el conflicte mitjançant pau i diàleg.

### Organitzacions internacionals
- El President de Consell Europeu, Charles Michel[1]
- El Secretari General de les Nacions Unides, António Guterres[2]
- L'Organització per a la Seguretat i la Cooperació a Europa (OSCE).[3]
- L'Alt representant de la Unió Europea per a Afers exteriors, Josep Borrell[4]
- El president de la Federació Internacional de Societats de la Creu Roja i de la Mitja Lluna Roja, Francesco Rocca[5]

### Països
- Albània[6]
- Alemanya[7][8]
- Aràbia Saudita[9]
- Argentina[10]
- Austràlia[11]
- Àustria[12]
- Belarús[13]
- Brasil[14]
- Bulgària[15]
- Canadà[16]
- Ciutat del Vaticà[17]
- Colòmbia[18]
- Croàcia[19]
- Costa Rica[20]
- Egipte[21][22]
- Equador[23]
- Eslovàquia[24][25]
- Eslovènia[26]
- Espanya[27]
- Estats Units[17]
- Estònia[28]
- França[29]
- Finlàndia[30]
- Geòrgia[31]
- Grècia[32][a]
- Índia[33]
- Indonèsia[34] (membre no permanent del CS)[35]
- Iraq[36]
- Iran[37]
- Irlanda
- Itàlia[38]
- Japó[39][40]
- Jordània[41]
- Kazakhstan[42][b]
- Letònia[43]
- Líban[44]
- Lituània[45]
- Luxemburg[46]
- Malàisia[47]
- Mèxic[48]
- Moldàvia[49]
- Montenegro[50]
- Noruega[51]
- Nova Zelanda[52]
- Níger[35] (membre no permanent del CS)
- Ossètia del Sud[53] (estat amb reconeixement limitat)
- Països Baixos[54]
- Paraguai[55]
- Perú[56]
- Polònia[57]
- Portugal[58]
- Qatar[59][60][61]
- República Dominicana[35] (membre no permanent del CS)
- Regne Unit[62][63]
- Romania[64]
- Rússia[17]
- Saint Vincent i les Grenadines[35] (membre no permanent del CS)
- Sèrbia[65]
- Sud-àfrica[35] (membre no permanent del CS)
- Suècia[66][67][68]
- Suïssa[69]
- Tadjikistan[70]
- Tailàndia[71]
- Txèquia[72]
- Tunísia[35] (membre no permanent del CS)
- Ucraïna[73]
- Uruguai[74]
- Vietnam[75] (membre no permanent del CS)[35]
- Xile[76]
- R.P. de la Xina[77]

### Polítics
- Joe Biden, candidat demòcrata a les eleccions presidencials estatunidenques de 2020, ha exigit a l'Administració Trump que pressionés perquè hi hagi més observadors al llarg de la línia d'alto el foc i perquè Rússia "deixi de proporcionar cínicament armes a totes dues parts".[78]
- El Representant Especial del Secretari General de l'OTAN per al Caucas i l'Àsia central, James Appathurai.[79]
- La presidenta de la regió d'Illa de França, Valérie Pécresse.[80]
- L'expresident d'Albània Sali Berisha va demanar a la comunitat internacional que abordés el conflicte amb major serietat.[81]

## Suport a Armènia i Artsakh
Els estats independents que els donen suport;
- Abkhàzia[82] (estat amb reconeixement limitat)
- Transnístria[83] (estat no reconegut internacionalment)
- Xipre[84]

### Organitzacions
- El Secretari General de l'Organització dels Estats Americans, Luis Almagro, ha criticat molt durament l'agressió azerbaidjenesa contra Armènia.[85]
- La secretària de la Francofonia, Louise Mushikiwabo.[86]
- El partit polític europeu l'Aliança Lliure Europea, amb 9 eurodiputats, ha mostrat tot el seu suport a la República d'Arkatsh[87] i Armènia.
- El president del Parlament d'Ossètia del Sud condemna l'atac azerbaidjanès i el qualifica un "crim contra la humanitat".[88]
- El parlament de Flandes adopta per unanimitat una resolució que condemna les hostilitats iniciades per l'Azerbaidjan.[89]
- La Cambra de Representants neerlandesa s'han dut a terme diverses votacions al respecte entre els dies 6 i 7 d'octubre de 2020.[90] Es va rebutjar l'embargament d'armes contra les parts implicades en el conflicte i de dur a terme sancions contra l'entorn del president de l'Azerbaidjan.[90] Aquest últim es va fer perquè es pugui mantenir sempre les converses, va dir Sven Koopmans del VVD.[91] També van rebutjar la moció que afirmava que l'ocupació armènia del territori azerbaidjanès era il·legal, la que instava la retirada immediata armènia d'Artsakh o la que instava a rebutjar donar suport a Turquia si aquest sol·licitava l'article 5 de l'OTAN.[90] En canvi, van aprovar tres mocions; obrir una investigació sobre ingerència estrangera en la regió de l'Alt Karabakh, instar al govern neerlandès a que en el Consell de l'OTAN es dirigeixi explícitament a Turquia a que no interfereixi en el conflicte i la última insta també al govern a que condemni el llenguatge bèl·lic de Turquia i li demani que aconsegueixi un alto el foc i les negociacions.[90]
- El Nationalrat ha aprovat una moció unànime en que demana l'Àustria i la Unió Europea cerquin un alto el foc, condemna de la interferència turca i, si calgués, facilitar les negociacions de les dues parts a Viena.[92][93]
- La Cambra de Diputats de Luxemburg condemna principalment l'Azerbaidjan, per violar el protocol de Bixkek i a Turquia per ingerència estrangera al conflicte.[94]
- El Consell de la Ciutat de Milà ha aprovat per 28 a 0 una moció urgent per condemnar l'agressió azerbaidjanesa-turca i reconèixer la república d'Artsakh, en presència del cònsol honorari d'Armènia.[95][96] En la moció, explica que "la República de Artsakh (Nagorno-Karabakh) és un símbol per a tot el poble armeni, perdut en el món a causa del primer genocidi del segle XX perpetrat per la Turquia otomana".[c][95]

### Figures polítiques
Llista de personalitats, majoritàriament polítics, que han expressat el suport a Armènia i/o a Artsakh o indirectament condemnant l'ofensiva militar azerbaidjanesa.
- L'eurodiputat català i l'expresident de la Generalitat catalana, Carles Puigdemont, ha expressat el seu suport a la sobirania de la República d'Artsakh i el seu dret d'autodeterminació.[97]
- L'alcaldessa de París, Anne Hidalgo, ha expressat la seva preocupació per les creixents hostilitats i ha reclamat un alto el foc immediat.[98] Hidalgo ha retuitejat diversos tuit de membres del seu govern local que donaven suport a Armènia.[99]
- El president del Consell Regional de Provença-Alps-Costa Blava, Renaud Muselier expressà suport a Armènia i Artsakh.[100]
- El president del grup parlamentari del Partit per la Llibertat, Geert Wilders[101]
- Un dels vicepresidents del Parlament Europeu, Fabio Massimo Castaldo.[102]
- El senador estatunidenc democràta per Nova Jersey, Robert Menendez.[103]
- La diputada de la Cambra de Representants dels Estats Units, Dina Titus.[104]
- El portaveu d'Afers Exteriors del grup parlamentari més gran del Parlament Europeu, Partit Popular Europeu, Michael Gahler.[105]
- L'eurodiputat Demetris Papadakis, del segon grup parlamentari europeu més gran, Aliança Progressista de Socialistes i Demòcrates.[106]
- El President de França, Emmanuel Macron, va expressar la seva preocupació per les declaracions "temeràries i perilloses" de Turquia en relació amb el conflicte, afirmant a més que estava "summament preocupat pels missatges bèl·lics".[107] Ell i el president rus Vladimir Putin van discutir l'assumpte més tard aquest mateix dia.
- El senador republicà d'Ohio Rob Portman.[108]
- L'alcalde de Los Angeles, el demòcrata Eric Garcetti.[109] Dos dies abans, uns 100 manisfestants de la diàspora armènia van tallar dues autopistes a l'altura de Hollywood durant dues hores.[110]

## Suport a l'Azerbaidjan

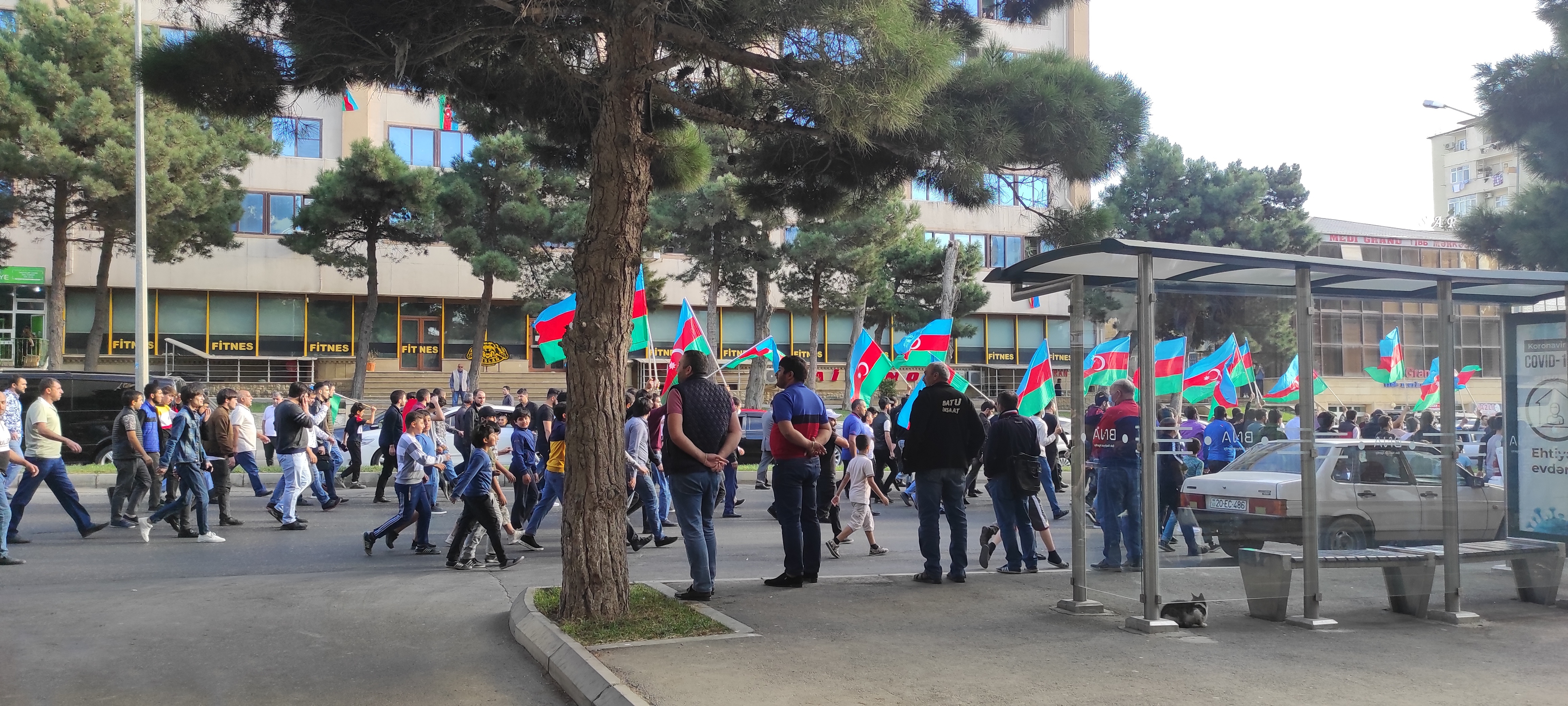
Manifestació a Bakú a favor de la guerra contra Armènia, 1 d'octubre de 2020.

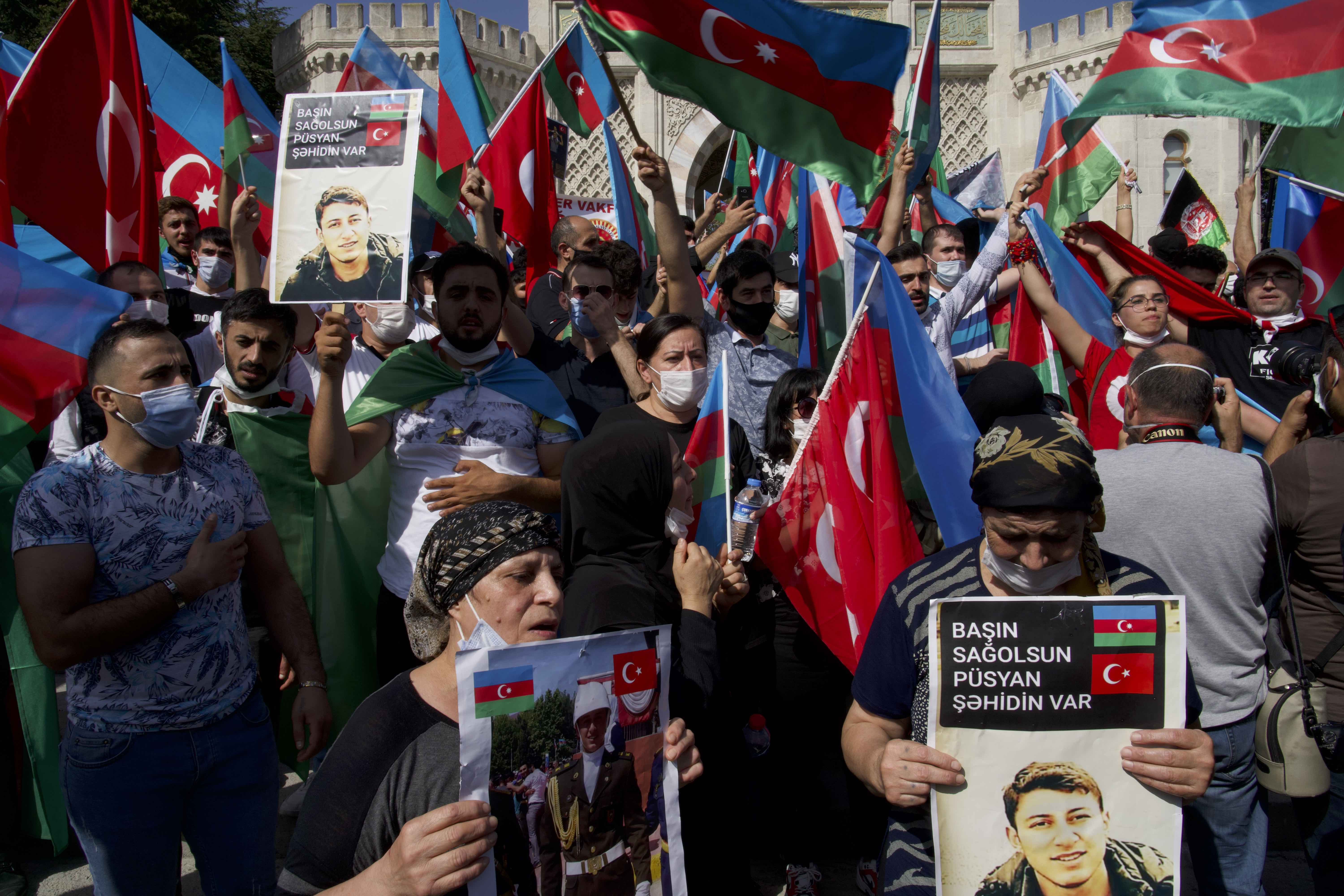
Turcs i azerbaidjanesos manifestant-se en suport de l'Azerbaidjan a Turquia.

Els països que donen suport a l'Azerbaidjan
- Consell Turc[111]
- Afganistan[112]
- Hongria[113][114]
- Kazakhstan[111] (estat membre del Consell Turc)
- Kirguizstan[111] (estat membre del Consell Turc)
- Pakistan[115]
- Turquia[6][116]
- Uzbekistan[111] (estat membre del Consell Turc)

### Altres
- Xipre del Nord[117] (estat titella de Turquia no reconegut per cap altre país[118][119])

El membre bosnià de la Presidència de Bòsnia i Hercegovina Šefik Džaferović i el líder del Partit d'Acció Democràtica, Bakir Izetbegović, van expressar el seu suport a l'Azerbaidjan, condemnant a Armènia i comparant la situació amb la guerra de Bòsnia de 1992-1995.

## Països Catalans
Dos dels principals partits polítics de Catalunya, Esquerra Republicana i Junts per Catalunya han condemnat "l'agressió" de l'Azerbaidjan i Turquia contra l'Artsakh i la República d'Armènia. El partit Demòcrates de Catalunya també ha mostrat tot el seu suport a Armènia i Artsakh.

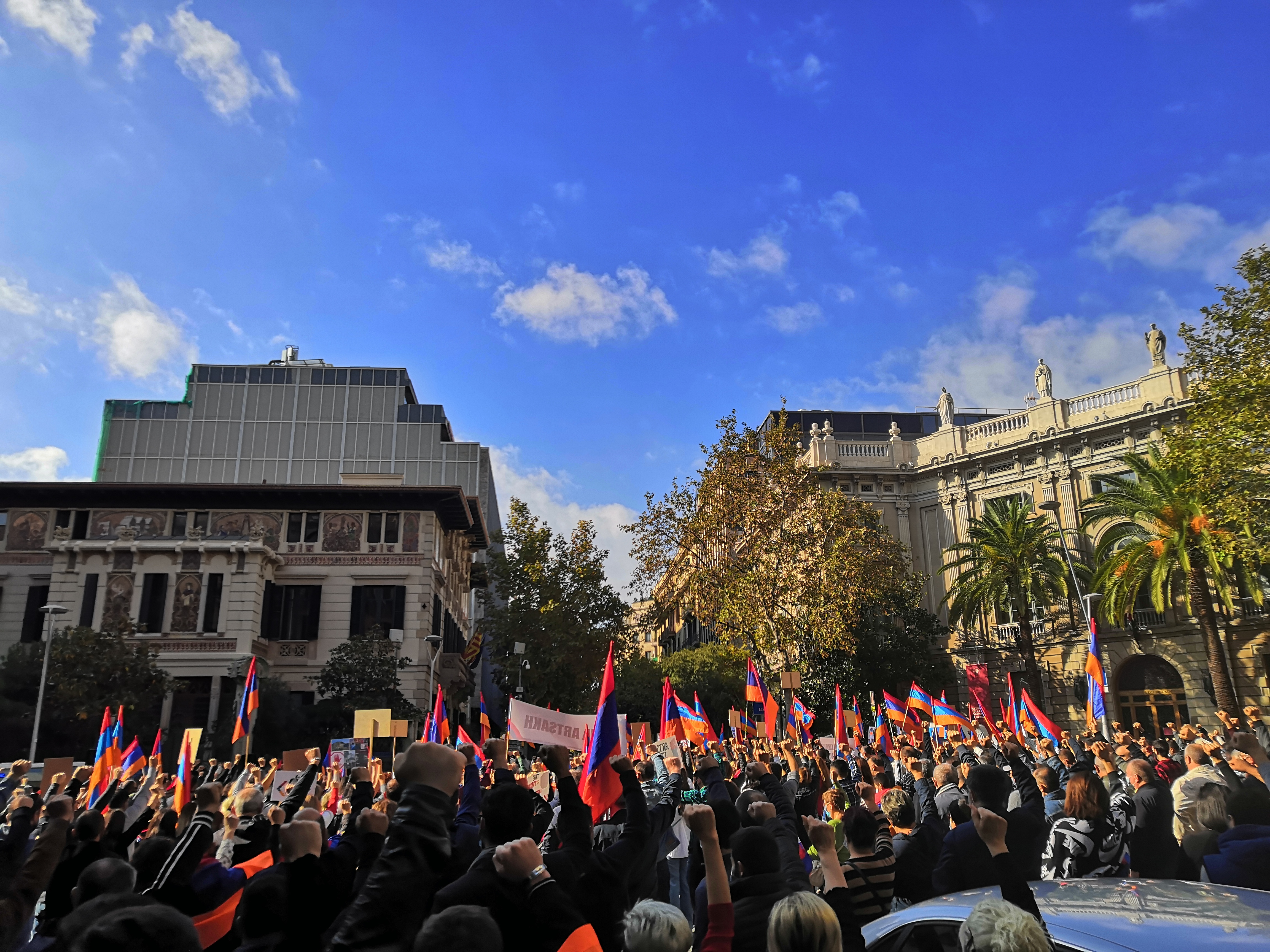
Protesta pro-Armènia davant de la delegació espanyola a Catalunya, 18 d'octubre de 2020

L'Assemblea Nacional, el partit polític Esquerra Republicana i les organitzacions juvenils independentistes d'esquerres Arran i La Forja van adherir-se a la protesta convocada per la Comunitat Armènia a Catalunya davant el Consolat General de Turquia el dia 30 de setembre.
A Andorra, el Partit Socialdemòcrata ha tuitejat lo següent: "Des del PS demanem la suspensió de les hostilitats a l'Alt Karabakh en el conflicte de Nagorno-Karabakh i el màxim respecte al dret internacional. Confiem que les negociacions en el marc del Grup de Minsk de l'Assemblea Parlamentària de l'OSCE ens ajudin a trobar una solució sostenible en el temps".
Els diputats d'EH Bildu Jon Inarritu, la diputada d'ERC Marta Rosique, el senador de Més per Mallorca Vicenç Vidal, el portaveu de Compromís al Senat Carles Mulet, el diputat de Compromís Joan Baldoví entre altres van protestar davant del Congrès dels Diputats, a Madrid.
El 21 d'octubre de 2020, la Junta de Portaveus del Parlament de Catalunya adopten una declaració institucional, la qual condemna l'inici d'hostilitats per part de l'Azerbaidjan i Turquia i insta a Armènia i l'Azerbaidjan a tornar a la taula de les negociacions. Defensa que la solució al conflicte ha de tenir en compte "la voluntat majoritària dels ciutadans de l'Alt Karabakh". Els portaveus que han donat suport aquesta declaració són els de JxCat (Eduard Pujol i Bonell), d'ERC (Anna Caula i Paretas), PSC-Units (Eva Granados Galiano), de Catalunya en Comú (Susanna Segovia Sánchez) i de la CUP-CC (Carles Riera Albert).
El 24 d'octubre, manifestants de la comunitat armènia de Catalunya han tallat el quilometre 7,5 de l'AP-7, a l'altura de la Jonquera.
El 26 d'octubre, s'aprova en el ple de l'Ajuntament d'Amposta la moció presentada pel Partit Comunista dels Comitès Catalans que condemna l'agressió azerbaidjanesa i el suport de Turquia, d'Israel i dels "terroristes" de Síria per la invasió d'Artsakh. També critica la "mentalitat imperalista d'aquells que estan perpetrant crims contra la humanitat" i reconeix la "república d'Artsakh, com a país independent i sobirà". Aquesta moció només ha estat recolzada per un grup municipal, l'Esquerra d'Amposta – Acord Municipal (EA – ERC), que compta amb 16 dels 21 regidors. Els partits Som Amposta i Junts per Amposta (JxA – JUNTS) s'han abstingut mentre que el Partit dels Socialistes de Catalunya - Candidatura de Progrés (PSC – CP) ha votat en contra.

## País Basc
El Parlament Basc ha fet una declaració exigint la fi d'hostilitats i recmarcant que la única solució del conflicte és que els habitants de l'Alt Karabakh o República d'Artsakh exerceixin el seu dret d'autodeterminació amb el suport de PNB, Partit Socialista d'Euskadi - Euskadiko Ezkerra, Elkarrekin Podemos i EH Bildu.
El partit independentista basc EH Bildu ha exigit que Azerbaidjan cessés els seus atacs i es desescalès el conflicte de manera "immediat i total".
Els diputats d'EH Bildu Jon Inarritu, la diputada d'ERC Marta Rosique, el senador de Més per Mallorca Vicenç Vidal, el portaveu de Compromís al Senat Carles Mulet, el diputat de Compromís Joan Baldoví entre altres van protestar davant del Congrès dels Diputats, a Madrid.
El 28 d'octubre, l'Ajuntament de Guernica, governat per PNB, demana en una declaració institucional el cessament d'hostitlitat i reafirmen que "la única solució viable i duradera ha de ser a través del diàleg i fonamentada en la voluntat majoritària lliurement expressada de la ciutadania de l'Alt Karabakh o República d'Artsakh".

## Estat espanyol
A l'estat espanyol, la immensa majoria de comunicats de diverses figures polítiques, partits polítics i organitzacions polítiques respecte aquest conflicte provenen especialment dels Països Catalans i de País Basc. N'hi ha dues excepcions. El partit independentista gallec BNG que ha demanat el cessament d'hostilitats i ha condemnat l'agressió de l'Azerbaidjan contra Armènia i Artsakh. L'altre excepció vindria del grup confederal Unidas Podemos-En Comú Podem-Galicia en Común que exigeix un alto el foc immediat i la implicació activa de la UE per la cerca de la pau definitiva i que "s'evitin les ingerències externes de Rússia o Turquia".

## Altres
El líder del partit rus d'extrema dreta Partit Liberal Democràtic, Vladímir Jirinovski, ha proposat l'annexió de l'Alt Karabakh a Rússia com una de les opcions per solucionar el conflicte. La famosa model Kim Kardashian ha donat suport a Armènia i Artsakh i ha carregat durament contra l'Azerbaidjan per atacs injustificats i una campanya desinformativa. El famós raper Kanye West ha tuitejat "Resant per Armènia".
El 30 d'octubre, l'assessor de seguretat nacional dels Estats Units Robert O'Brien va suggerir el desplegament de cascos blaus dels països escandinaus; Suècia, Noruega, Dinamarca i Finlàndia, sempre quan les dues parts del conflicte estiguèssin d'acord. L'endemà el Ministeri d'Afers Exteriors de Suècia ha assegurat que no ha rebut cap tipus de sol·licitud formal al respecte i que no s'ha pres cap decisió per dur a terme per a establir tal operació.